# فريدريك جاكوبي
فريدريك جاكوبي (ولد في 4 مايو 1891 وتوفي 24 أكتوبر 1952)، ملحن ومعلم يهودي أمريكي. تشمل أعماله السيمفونيات، والكونسيرتي، وموسيقى الحجرة، وأعمال للبيانو المنفرد والأرغن المنفرد، والليدر، وأوبرا واحدة.
من عام 1913 إلى عام 1917 عمل كمدرب صوتي ومساعد قائد الفرقة الموسيقية في اوبرا متروبوليتان. خلال تلك الفترة، في 19 أبريل 1917، تزوج من "إيرين شوارتز"، وهي صديقة لسنوات عديدة، والتي كانت في ذلك الوقت تدرس البيانو في معهد نيويورك للفنون الموسيقية (الذي أصبح فيما بعد جوليارد). ستصبح "إيرين" عازفة بيانو بارعة وستعزف أجزاء البيانو في العديد من العروض والتسجيلات لأعمال جاكوبي.